# Rouge Titien

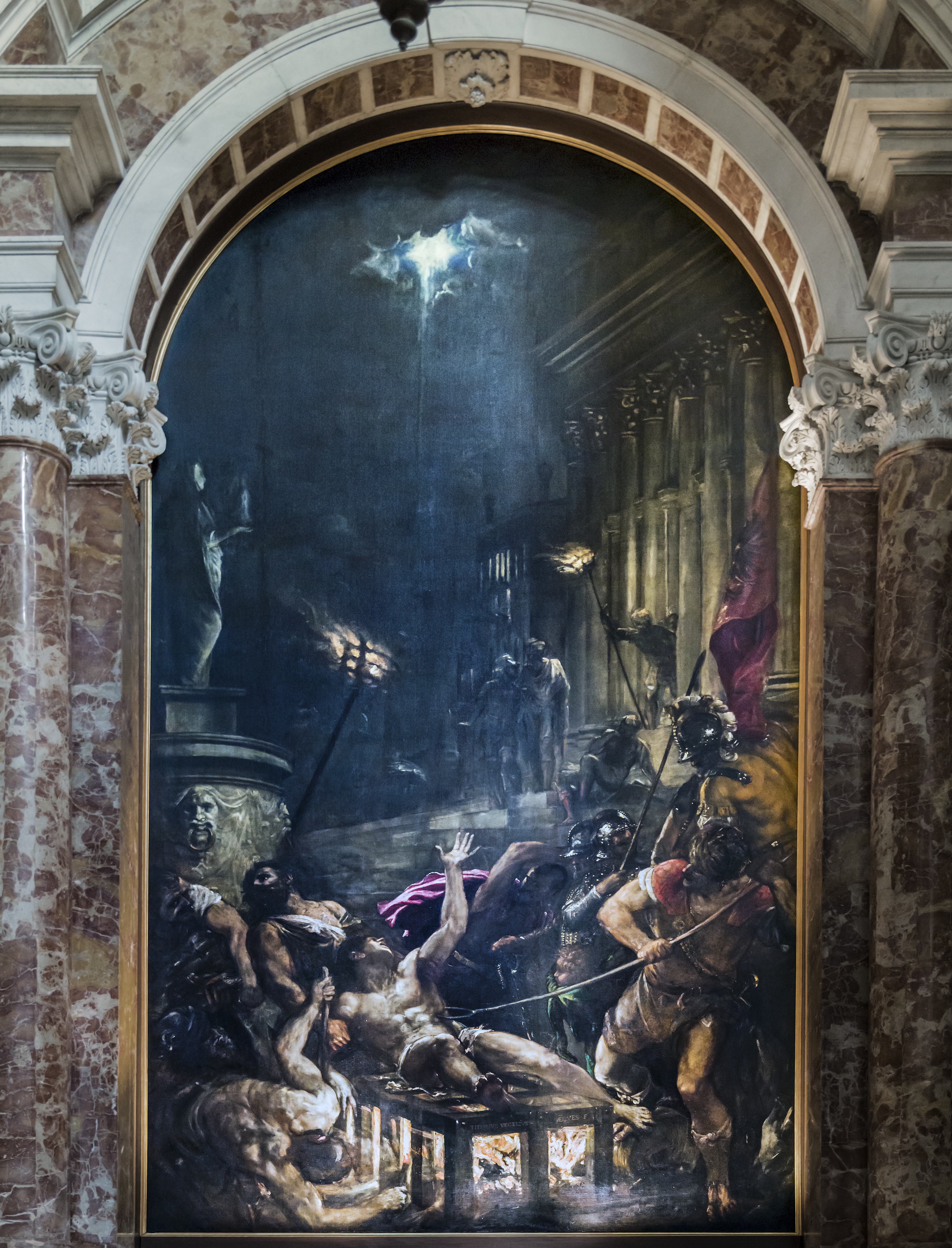
Le Martyre de saint Laurent, 1558, Titien, Église Santa Maria Assunta de Venise : la cape d'un esclave, une touche de Rouge Titien.

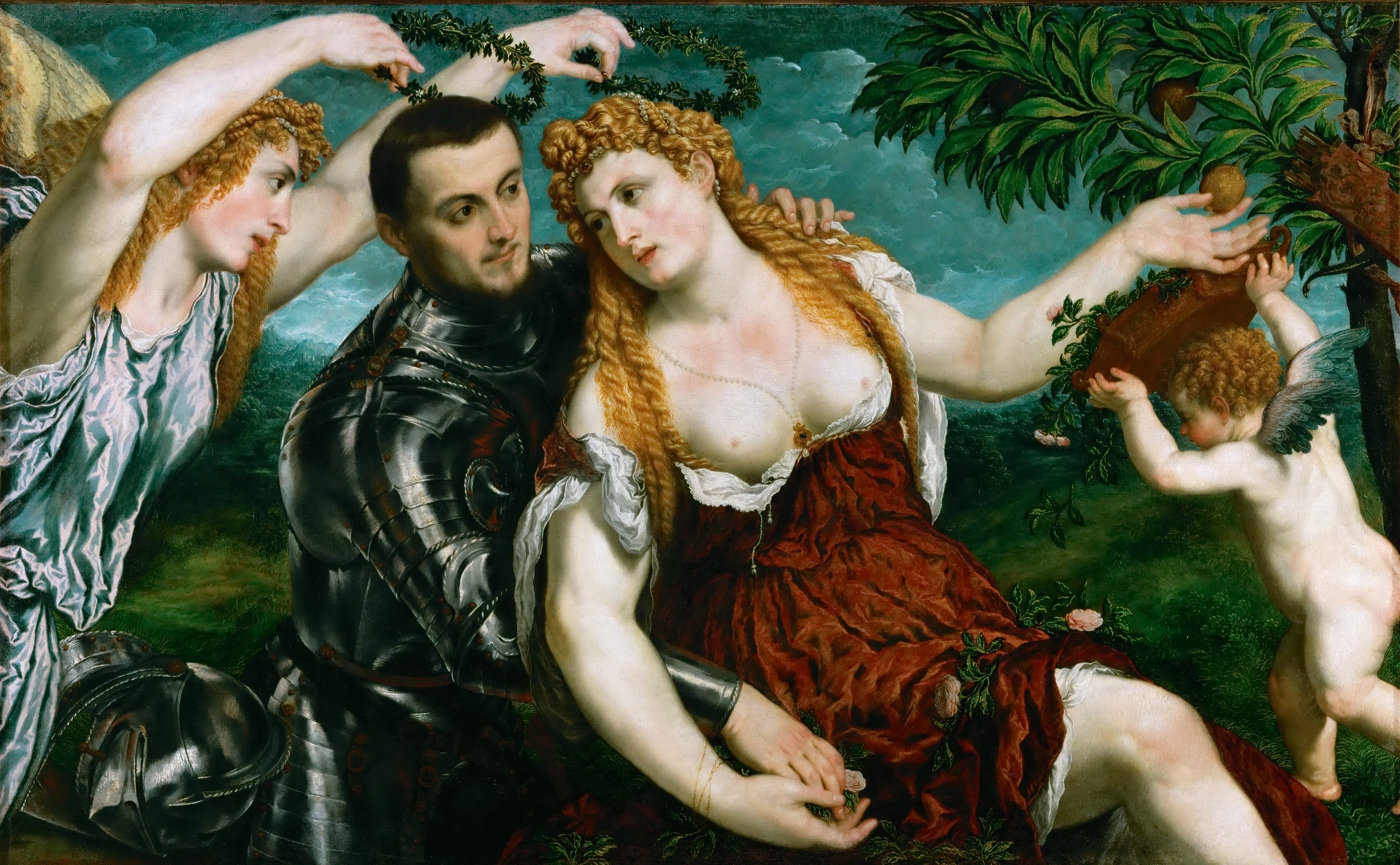
Vénus, Mars et Cupidon, 1560, Pâris Bordone, Musée d'histoire de l'art de Vienne (Autriche).

Le Rouge Titien est une teinte rouge dorée nommée d'après le nom du peintre italien Titien qui l'utilisait souvent pour représenter la chevelure des femmes.
Cette couleur symbolise la Passion et trouve son origine dans l'observation des courtisanes de Venise, qui lui servaient de modèles.
Le Titien a souvent placé ce rouge au centre du tableau.

## Origine
Au lieu d'être mélangé comme auparavant avec seulement de l'œuf, le pigment est mélangé avec de huile et de l'œuf ou seulement avec de l'huile à la manière du peintre flamand Jan van Eyck.

## Utilisations actuelles
En dehors de la peinture d'art, le Rouge Titien est utilisé par la coiffure et comme laque dans le secteur automobile.